# Цалюк, Ювал
Ювал Цалюк (ивр. יובל צליוק‎, англ. Yuval Nathan Zaliouk; род. 10 февраля 1939, Хайфа) — израильско-американский дирижёр и предприниматель.
В своём родном городе учился игре на фортепиано, тромбоне и ударных. Окончил юридический факультет Еврейского университета в Иерусалиме, одновременно изучал дирижирование в Академии имени Рубина под руководством Менди Родана. В 1967 году выиграл Безансонский международный конкурс молодых дирижёров, в 1970 г. занял второе место на Международном конкурсе дирижёров имени Димитриса Митропулоса в Нью-Йорке.
В 1966—1970 гг. дирижёр лондонского Королевского балета. Затем вернулся в Израиль и в 1975 году возглавил восстановленный после роспуска Хайфский симфонический оркестр, которым руководил до 1978 года. В 1980—1981 гг. временный главный дирижёр Эдмонтонского симфонического оркестра. Затем до 1989 года руководил симфоническим оркестром в городе Толидо (США), после чего получил титул дирижёра-лауреата и в значительной степени обосновался в штате Огайо на постоянной основе. В 1984 году получил премию Американского общества композиторов, авторов и издателей за смелое включение в программу оркестра многочисленных произведений современной музыки. В 1996—2001 гг. музыкальный руководитель камерного оркестра «Ранаанская симфониетта» (Раанана).
Помимо музыкальной деятельности, Цалюк в 1989 году основал в Огайо компанию YZ Enterprises, в 1995 году построил фабрику по производству печенья, зарегистрировав торговую марку Almondina. К 2012 году предприятие производило 100.000 печений в день и планировало дальнейшее расширение. В основу производственной рецептуры Цалюк, по собственному утверждению, положил фирменный рецепт своей бабушки.